# 新聞天地
《新聞天地》是香港電台新聞部編製的電台及電視節目。

## 電台版
電台版《新聞天地》包含四個在每一天內不同時間播出的詳細電台新聞節目，由香港電台第一台播出，第五台亦有同步播出部份時段的節目。

### 播出時間
- 晨早新聞天地
  - 星期一至六上午6時30分至8時（一、五台同步播出）
  - 星期日上午8時至8時10分（只在香港電台第一台播出）
- 午間新聞天地，中午12時至12時30分(星期六至下午12時20分/星期日至下午12時15分)（只在香港電台第一台播出）
- 傍晚新聞天地，晚上6時至6時35分(星期六及星期日至晚上6時20分)（一、五台同步播出）；
- 晚間新聞天地，晚上10時至10時35分(星期六及星期日至晚上10時20分)（一、五台同步播出）。

### 疫情
受新型肺炎疫情影響，於2020年7月21日至2020年8月25日，電台版《新聞天地》曾作以下改動：
- 第二台及普通話台於星期一至六上午亦會播出《晨早新聞天地》
- 普通話台亦會每晚播出《傍晚新聞天地》
- 第五台每晚不播出《晚間新聞天地》

受普通話台女主持楊子衿確診新型肺炎疫情影響，於2022年1月7日晚上6時至2022年1月9日早上6時，第一台、第二台、第五台、普通話台同步聯播並以《香港電台中文台聯播節目》節目名義播出，並四台同時播出《晨早新聞天地》、《午間新聞天地》、《傍晚新聞天地》、《晚間新聞天地》。

### 主持人
由香港電台新聞部派出主播員，除星期一至六的「晨早新聞天地」由兩位主播員（固定男主播為鄺贊恩（2023年或以前為劉國華；除年假時由其他男主播取代），而女主播為包括潘潔萍、汪溟曦、黃凱宜在內數人輪替）報導詳細新聞，其他時段的《新聞天地》則由一位主播員主持。2020年4月1日前，除「晚間新聞天地」及星期日的「晨早新聞天地」有一位主播員主持，其餘時段有兩名主持。

### 節目內容
每節《新聞天地》的新聞內容為時約20至25分鐘，較普通新聞長，新聞內容包含本地﹑兩岸﹑國際﹑體育等範疇。而每段新聞也較新聞簡報詳細，例如隨新聞播出記者採訪時的聲音片段。而在《新聞天地》完結後，每個港股交易日亦會播出詳盡的財經新聞。
自2001年4月23日起，星期一至六晨早新聞天地於上午6時30分至8時播出，時長1小時30分鐘，環節包括：
- 《新聞簡報》（6:30-6:33、7:30-7:33）
- 簡介當日節目內容（6:33-6:35）
- 《財經華爾街》（6:35-6:45）
- 《財金百科》（《財經華爾街》時段內）（星期一、三6:40-6:45）
- 《今日的事》（6:45-6:48）
- 《放眼世界》（6:48-6:53）
- 《報章摘要》（6:53-6:58、7:45-7:55）
- 《交通消息》（星期一至五（公眾假期除外）6:58-7:00、7:33-7:35）
- 《晨早新聞》（7:00-7:15）
- 《動感天地》（《晨早新聞》時段內）（7:10-7:15）
- 《全球連線》（星期一7:15-7:20）、《環看天下》（星期二至六7:15-7:20）
- 《透視大中華》（星期一7:20-7:25）
- 《新聞特寫》（星期一7:25-7:30、星期二至六7:20-7:30、星期一至六7:35-7:45）
- 《社評摘要》（7:55-8:00）。

此前的播出時間為上午7時至8時。
另外，電台版《晚間新聞天地》於2006年4月3日起，由晚上11時改為提早於晚上10時播出。

## 電視版
電視版《新聞天地》是港台電視31的電視節目，現時於星期一至五晚上6時至6時30分及星期六、日晚上6時至6時15分播出，並於新聞結束後播放一節香港天文台天氣報告。
因亞洲電視的香港本地免費電視牌照不獲行政長官會同行政會議續期，香港電台於2016年4月2日凌晨0時接手提供模擬電視廣播服務，港台電視31A遂接手本港台的模擬頻道；所以香港電台增加製作與電台版同名的新聞節目《新聞天地》，不會有新聞主播。
香港其他免費電視台的同时段新聞節目有無綫電視的《六點半新聞報道》、HOY資訊台的《7點直播室》及ViuTV的《6點新聞報道》。

### 節目內容及編排
節目片頭曲與電台版相同。電視版《新聞天地》2016年4月2日起於港台電視31及31A播放，每天22:30播出。
片頭之後為詳細新聞報道（每條新聞均為先播出新聞標題，再播出新聞詳細內容），廣告期間才有新聞提要。
2017年1月3日起，逢周一至周五的《新聞天地》改為分兩節播放，前半段主要播放香港新聞，後半段則報道中國及國際消息。
2021年1月1日起，片頭曲與電台同步改用新混音版本；同年7月19日起，畫面右下方增加香港手語即時傳譯，並改於23:00播出。
2022年1月3日起，播放時間提前至逢星期一至五18:00-18:30及星期六、日18:00-18:15。

### 手語傳譯員（部份）
- 黃惠蘭
- 馬芬燕
- 黎敏聰

## 外部連結
- 香港電中文新聞頻道 （页面存档备份，存于）

| 前一節目： 参考当日节目表（均为非固定节目）                                         | 香港電台港台電視31節目 新聞天地 星期一至五晚上6時至6時30分 星期六、日晚上6時至6時15分   | 下一節目： 参考当日节目表（均为非固定节目）                                          |
| 前一節目： 清晨爽利（星期一至五） 知識會社（星期六） BBC時事一週（星期日）          | 香港電台第一節目 晨早新聞天地 星期一至六上午6時30分至8時 星期日上午8時至8時10分         | 下一節目： 千禧年代（星期一至五） 星期六問責（星期六） 舊日的足跡（星期日）          |
| 前一節目： 清晨爽利（星期一至五） 知識會社（星期六）                                | 香港電台第五節目 晨早新聞天地 星期一至六上午6時30分至8時                                | 下一節目： 有趣空間（星期一至五） 好歌、安哥（星期六）                               |
| 前一節目： 開心日報（星期一至五） 十萬八千里（星期六） 講東講西 (週日版) （星期日） | 香港電台第一節目 午間新聞天地 星期一至五中午12時至12時30分 星期六及日中午12時至12時20分 | 下一節目： 一桶金（星期一至五） 大氣候（星期六） 一分鐘閱讀（精華版）（星期日）      |
| 前一節目： 自由風自由Phone（星期一至五） 旅遊樂園（星期六） 城市論壇（星期日）      | 香港電台第一節目 傍晚新聞天地 星期一至五晚上6時至6時35分 星期六及日晚上6時至6時20分     | 下一節目： （續）自由風自由Phone（星期一至五） 波樂無窮（星期六） 萬千寵愛（星期日） |
| 前一節目： 有你同行（星期一至五） 長進課程（星期六及日）                            | 香港電台第五節目 傍晚新聞天地 星期一至五晚上6時至6時35分 星期六及日晚上6時至6時20分     | 下一節目： 歌樂選播（星期一至五）                                                    |
| 前一節目： 守下留情（星期一至五） 我們一直都在說故事（星期六） 港台講台（星期日）   | 香港電台第一節目 晚間新聞天地 星期一至五晚上10時至10時35分 星期六及日晚上10時至10時20分 | 下一節目： 講東講西（星期一至五） What's Up Bro（星期六） 我們不是怪獸（星期日）     |
| 前一節目： 音樂研究所（星期一至五） 文化四合院（星期六） 電影乾坤（星期日）         | 香港電台第五節目 晚間新聞天地 星期一至五晚上10時至10時35分 星期六及日晚上10時至10時20分 | 下一節目： 戲曲之夜（星期一至五） 管弦絲竹（星期六及日）                             |